# Giovanna Mezzogiorno
Giovanna Mezzogiorno (Roma, 9 novembre 1974) è un'attrice italiana.
Nel corso della sua carriera di attrice di cinema ha ottenuto numerosi premi, tra cui: 1 David di Donatello, 4 Nastri d'argento, 3 Globi d'oro, 2 Ciak d'oro, 2 premi Flaiano, la Coppa Volpi per la migliore interpretazione femminile alla 62ª Mostra internazionale d'arte cinematografica di Venezia per La bestia nel cuore e un riconoscimento come migliore attrice protagonista da parte del National Society of Film Critics Awards, l'associazione dei critici cinematografici statunitense.

## Biografia
Giovanna Mezzogiorno è figlia d'arte, nata dall'attore napoletano Vittorio Mezzogiorno e dall'attrice milanese Cecilia Sacchi. I suoi nonni materni erano il critico cinematografico Filippo Sacchi e Josepha Gianzana, figlia del banchiere Mino Gianzana e zia di Giangiacomo Feltrinelli. Dopo i primi nove anni vissuti nel quartiere romano di Casal Palocco, si trasferisce con la famiglia a Milano. Qui frequenta il "Ginnasio Liceo Statale Cesare Beccaria", ma dopo due bocciature si trasferisce a un liceo linguistico, dove si diploma. In seguito studia recitazione e lavora per due anni a Parigi, presso il laboratorio teatrale del regista britannico Peter Brook, amico e maestro di suo padre Vittorio; suo padre muore nel gennaio 1994 per un collasso cardiaco.

### Carriera
La sua carriera comincia nel 1995, quando debutta a teatro in Qui est là, un riadattamento dell'Amleto, ad opera dello stesso Peter Brook, in cui Giovanna ha il ruolo di Ofelia. Nel 1997 debutta nel cinema con un film di Sergio Rubini, Il viaggio della sposa, per il quale vince il Premio Flaiano come migliore interprete femminile. Successivamente recita nel film Del perduto amore, di e con Michele Placido, e nel film tv Più leggero non basta, diretto da Elisabetta Lodoli. Nel 1999 è al fianco di Claudio Bisio in Asini. Nel 2000 è nel ricco cast internazionale della miniserie tv francese, I miserabili. Sempre nel 2001, recita la parte di Giovanna nel film Tutta la conoscenza del mondo di Eros Puglielli, con Giorgio Albertazzi.
Il 2001 è l'anno della consacrazione con L'ultimo bacio di Gabriele Muccino, con Stefano Accorsi. Il 2002 la vede impegnata con un ruolo difficile, quello di Ilaria Alpi, la giovane giornalista del TG3 morta in circostanze ancora non chiarite durante la guerra civile in Somalia. Il film, dal titolo Ilaria Alpi - Il più crudele dei giorni, diretto da Ferdinando Vicentini Orgnani, le frutta il Nastro d'argento alla migliore attrice protagonista. Seguono, nel 2003, il film tv Il segreto di Thomas e il film La finestra di fronte, di Ferzan Özpetek, con Raoul Bova e Massimo Girotti. In questo film recita la parte di Giovanna, una ragazza che, grazie al misterioso incontro con un anziano che non ha più ricordi, ritroverà la memoria dei propri sentimenti. Per La finestra di fronte riceve numerosi premi, per la sua interpretazione da attrice protagonista: il David di Donatello, il Nastro d'argento, il Globo d'oro, il Ciak d'oro e, ancora una volta, il Premio Flaiano. Compare, insieme ad altri componenti del cast, anche nel videoclip del brano Gocce di memoria di Giorgia, tema musicale del film.
Nel 2004 è Lena nel film di Sergio Rubini L'amore ritorna, dove recita insieme allo stesso Rubini, a Michele Placido, a Mariangela Melato, a Fabrizio Bentivoglio e a Margherita Buy. Nello stesso anno la vediamo come protagonista nella commedia di produzione italo-francese Il club delle promesse. Ritorna inoltre a recitare in teatro in 4.48 Psychosis, una pièce di Sarah Kane, per la regia di Piero Maccarinelli. Nel 2005 interpreta Sabina in La bestia nel cuore di Cristina Comencini, una giovane doppiatrice che attraversa il lato oscuro della sua vita, legato a un episodio di abuso. Grazie a questa interpretazione vince la Coppa Volpi, per la miglior interpretazione femminile alla 62ª Mostra internazionale d'arte cinematografica di Venezia. Il film viene candidato nel 2006 all'Oscar al miglior film straniero.
Nel 2006 è la protagonista del film di fantascienza AD Project, diretto da Eros Puglielli, ancora accanto a Giorgio Albertazzi. L'anno successivo è Fermina Daza in L'amore ai tempi del colera, con Javier Bardem. Sempre nel 2007 è sul grande schermo con il film di Francesca Archibugi, Lezioni di volo e in quello d'esordio di Davide Marengo, Notturno bus, al fianco di Valerio Mastandrea. Nel 2008 è la protagonista in Vincere, film diretto da Marco Bellocchio, in cui interpreta Ida Dalser, presunta prima moglie di Benito Mussolini. La sua interpretazione le vale un Nastro d'argento e un Globo d'oro e anche una candidatura come miglior attrice ai David di Donatello 2010.

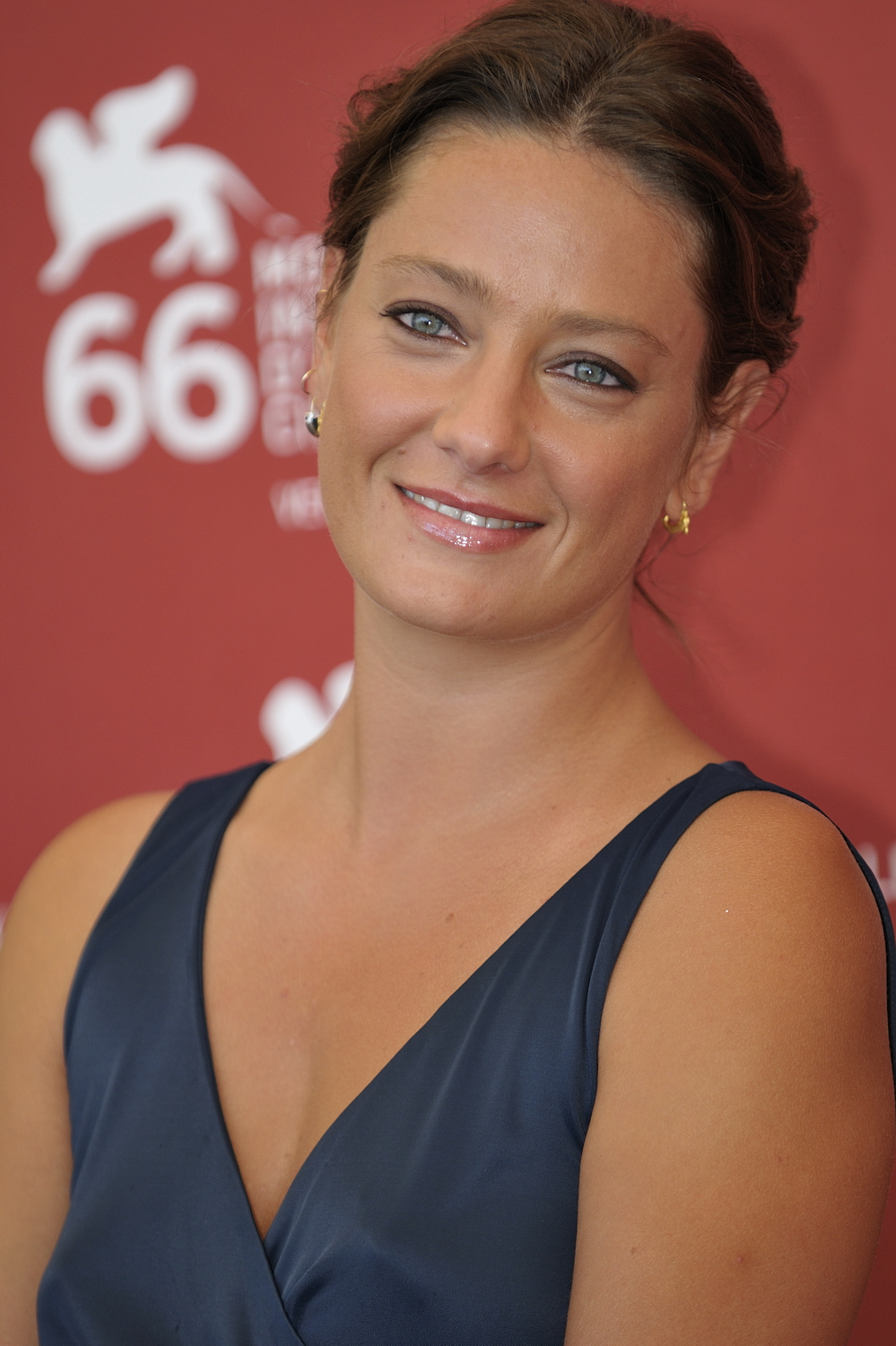
Giovanna Mezzogiorno alla 66ª Mostra internazionale d'arte cinematografica di Venezia (2009)

Nel 2009 è anche protagonista, insieme a Riccardo Scamarcio, del film sul terrorismo La prima linea, regia di Renato De Maria. Inoltre è co-produttrice e voce narrante del film-documentario Negli occhi, sulla vita e sulla carriera del padre, presentato in concorso nella sezione "Controcampo Italiano" della 66ª Mostra internazionale d'arte cinematografica di Venezia. Nel 2010 prende parte al set del primo film diretto da Rocco Papaleo, Basilicata coast to coast. Nel 2011 negli Stati Uniti è stata premiata come migliore attrice protagonista per il ruolo di Ida Dalser in Vincere dal National Society of Film Critics Awards 2010 - l'associazione a stelle e strisce di critici cinematografici. Nel 2017 torna a lavorare con Ferzan Özpetek nel film Napoli velata.

## Vita privata
Sul set del film Più leggero non basta (1998) conosce Stefano Accorsi, che diventa il suo compagno per un lungo periodo. Sul set di Vincere ha conosciuto il macchinista Alessio Fugolo che ha sposato nel 2009 a Griante con cerimonia civile e dal quale ha avuto due gemelli nati il 26 agosto 2011. La coppia si è separata nel 2022.

## Filmografia

### Cinema
- Il viaggio della sposa, regia di Sergio Rubini (1997)
- Del perduto amore, regia di Michele Placido (1998)
- Un uomo perbene, regia di Maurizio Zaccaro (1999)
- Asini, regia di Antonio Luigi Grimaldi (1999)
- L'ultimo bacio, regia di Gabriele Muccino (2001)
- Tutta la conoscenza del mondo, regia di Eros Puglielli (2001)
- Nobel, regia di Fabio Carpi (2001)
- Malefemmene, regia di Fabio Conversi (2001)
- La finestra di fronte, regia di Ferzan Özpetek (2003)
- Ilaria Alpi - Il più crudele dei giorni, regia di Ferdinando Vicentini Orgnani (2003)
- Stai con me, regia di Livia Giampalmo (2004)
- Il club delle promesse (Au secours, J'ai trente ans!), regia di Marie-Anne Chazel (2004)
- L'amore ritorna, regia di Sergio Rubini (2004)
- La bestia nel cuore, regia di Cristina Comencini (2005)
- Les murs porteurs, regia di Cyril Gelblat (2005)
- AD Project, regia di Eros Puglielli (2006)
- Lezioni di volo, regia di Francesca Archibugi (2007)
- Notturno bus, regia di Davide Marengo (2007)
- L'amore ai tempi del colera (Love in the Time of Cholera), regia di Mike Newell (2007)
- L'amore non basta, regia di Stefano Chiantini (2008)
- Palermo Shooting, regia di Wim Wenders (2008)
- Sono viva, regia di Dino e Filippo Gentili (2008)
- Vincere, regia di Marco Bellocchio (2009)
- La prima linea, regia di Renato De Maria (2009)
- Basilicata coast to coast, regia di Rocco Papaleo (2010)
- Vinodentro, regia di Ferdinando Vicentini Orgnani (2013)
- I nostri ragazzi, regia di Ivano De Matteo (2014)
- Come diventare grandi nonostante i genitori, regia di Luca Lucini (2016)
- La tenerezza, regia di Gianni Amelio (2017)
- Napoli velata, regia di Ferzan Özpetek (2017)
- Tornare, regia di Cristina Comencini (2019)
- Lacci, regia di Daniele Luchetti (2020)
- Gli indifferenti, regia di Leonardo Guerra Seràgnoli (2020)
- Amanda, regia di Carolina Cavalli (2022)
- Educazione fisica, regia di Stefano Cipani (2022)
- Unfitting, cortometraggio, regia di Giovanna Mezzogiorno (2023)

### Televisione
- Più leggero non basta, regia di Elisabetta Lodoli – film TV (1998)
- I miserabili, regia di Josée Dayan – miniserie TV (2000)
- Il segreto di Thomas, regia di Giacomo Battiato – film TV (2003)
- Virginia, la monaca di Monza, regia di Alberto Sironi – miniserie TV (2004)
- In Treatment – serie TV, 35 episodi (2017)
- La Compagnia del Cigno – serie TV (2019)
- Io ricordo, Piazza Fontana, regia di Francesco Miccichè – docufilm (2019)

### Documentari
- Negli occhi, regia di Daniele Anzellotti e Francesco Del Grosso (2009) - Film-documentario su Vittorio Mezzogiorno - Co-produttrice e voce narrante
- Alida, regia di Mimmo Verdesca - Film-documentario su Alida Valli (2020) - Voce narrante

#### Doppiatrice
- Il libro della giungla, regia di Jon Favreau (2016)

## Teatro
- Qui est là, regia di Peter Brook (1995-1996)
- Francesco a testa in giù, regia di Maria Maglietta (1999)
- 4:48 Psychosis di Sarah Kane, regia di Piero Maccarinelli (2004)
- Sogno d'autunno di Jon Fosse, regia di Valerio Binasco (2017)

## Audiolibri
- Natalia Ginzburg, Le piccole virtù, Emons Audiolibri, 2009.
- Emily Dickinson, Poesie, Emons Audiolibri, 2009.

## Riconoscimenti
- David di Donatello 1999 – Candidatura alla miglior attrice protagonista per Del perduto amore
- David di Donatello 2001 – Candidatura alla miglior attrice protagonista per L'ultimo bacio
- David di Donatello 2003 – Migliore attrice protagonista per La finestra di fronte
- David di Donatello 2005 – Candidatura alla miglior attrice non protagonista per L'amore ritorna
- David di Donatello 2006 – Candidatura alla miglior attrice protagonista per La bestia nel cuore
- David di Donatello 2007 – Candidatura alla miglior attrice protagonista per Lezioni di volo
- David di Donatello 2010 – Candidatura alla miglior attrice protagonista per Vincere
- David di Donatello 2018 – Candidatura alla miglior attrice protagonista per Napoli velata
- David di Donatello 2023 - Candidatura alla miglior attrice non protagonista per Amanda
- Nastri d'argento 1999 – Migliore attrice protagonista per Del perduto amore
- Nastri d'argento 2003 – Migliore attrice protagonista per La finestra di fronte e Ilaria Alpi - Il più crudele dei giorni
- Nastri d'argento 2005 – Migliore attrice non protagonista per L'amore ritorna
- Nastri d'argento 2009 – Migliore attrice protagonista per Vincere
- Globo d'oro 1998 – Miglior attrice rivelazione per Il viaggio della sposa
- Globo d'oro 2003 – Miglior attrice per La finestra di fronte
- Globo d'oro 2009 – Miglior attrice per Vincere
- 55ª Mostra internazionale d'arte cinematografica di Venezia – Premio Pasinetti per Del perduto amore
- 62ª Mostra internazionale d'arte cinematografica di Venezia – Coppa Volpi per la migliore interpretazione femminile per La bestia nel cuore
- Ciak d'oro 1999 – Miglior attrice protagonista per Del perduto amore
- Ciak d'oro 2003 – Migliore attrice protagonista per La finestra di fronte[15]
- Ciak d'oro 2020 – Candidatura a migliore attrice protagonista per Tornare[16]
- National Society of Film Critics Awards 2010 – Miglior attrice protagonista per Vincere
- Festival Internazionale del cinema di Karlovy Vary 2003 – Best Actress Award per La finestra di fronte
- Festival di Mosca 2018 – Miglior attrice protagonista per Napoli velata